# Saint-Pierremont, Vosges
Saint-Pierremont là một xã thuộc tỉnh Vosges trong vùng Grand Est miền đông bắc nước Pháp.